# I Canadian Corps
Il I Canadian Corps fu un corpo d'armata del Canadian Army, creato nel 1942 per prendere parte alla seconda guerra mondiale.
Creato dalle unità canadesi dislocate nel Regno Unito, il corpo fu trasferito nel teatro del mar Mediterraneo alla fine del 1943 per prendere parte alla campagna d'Italia; in forza alla Eighth Army britannica, il I Corps combatté nelle fasi finali della battaglia di Cassino e quindi durante l'operazione Olive in Romagna.
Trasferito in Francia all'inizio del 1945, il I Corps fu restituito al controllo della First Canadian Army e impiegato in azione sul fronte occidentale; nel corso degli ultimi giorni di guerra, il corpo operò nei Paesi Bassi meridionali contribuendo alla liberazione di Arnhem. Dopo un impiego in funzione di ordine pubblico nei Paesi Bassi alla fine delle ostilità, il corpo fu quindi formalmente sciolto nel luglio 1945.

## Storia

### Costituzione
Dopo la dichiarazione di guerra del Canada alla Germania nazista nel settembre 1939, le prime unità canadesi furono inviate in Europa nel dicembre seguente quando la 1st Canadian Infantry Division sbarcò nel Regno Unito; la 2nd Canadian Infantry Division si aggiunse alla prima nell'agosto 1940, e con altre divisioni in fase di addestramento in Canada si rese quindi necessaria la costituzione di un comando superiore per la coordinazione di queste forze.
Il 17 luglio 1940 fu costituito il comando del VII Corps del British Army: agli ordini del generale canadese Andrew McNaughton ma con uno stato maggiore misto canadese-britannico, il corpo riuniva la 1st Canadian Division, la 1st Armoured Division britannica e una brigata neozelandese, e fu schierato a presidio dell'Inghilterra meridionale durante il periodo della temuta minaccia di invasione tedesca. Il 25 dicembre 1940 tutte le unità non canadesi furono sottratte all'organico del corpo e sostituite con la 2nd Canadian Division; il VII Corps fu quindi ridesignato semplicemente come "Canadian Corps", e progressivamente affidato alla responsabilità di ufficiali unicamente canadesi.
Il Canadian Corps fu schierato nel Sussex sempre in funzione di contrasto alla minaccia di invasione tedesca, addestrandosi e accrescendo progressivamente le sue forze. Nuove unità canadesi furono sbarcate nel mentre nel Regno Unito: la 3rd Canadian Infantry Division arrivò nel luglio 1941, seguita da due divisioni corazzate (la 4th Canadian (Armoured) Division e la 5th Canadian (Armoured) Division) all'inizio del 1942; un unico comando di corpo d'armata risultava ora troppo ristretto per amministrare correttamente tutte le unità canadesi, e fu quindi deciso di costituire due corpi d'armata distinti. Il "Canadian Corps" assunse quindi la designazione di I Canadian Corps nell'aprile 1942, anche se il II Canadian Corps non vide la luce prima del gennaio 1943; i due corpi d'armata andarono quindi a formare la First Canadian Army.

### L'impiego in Italia

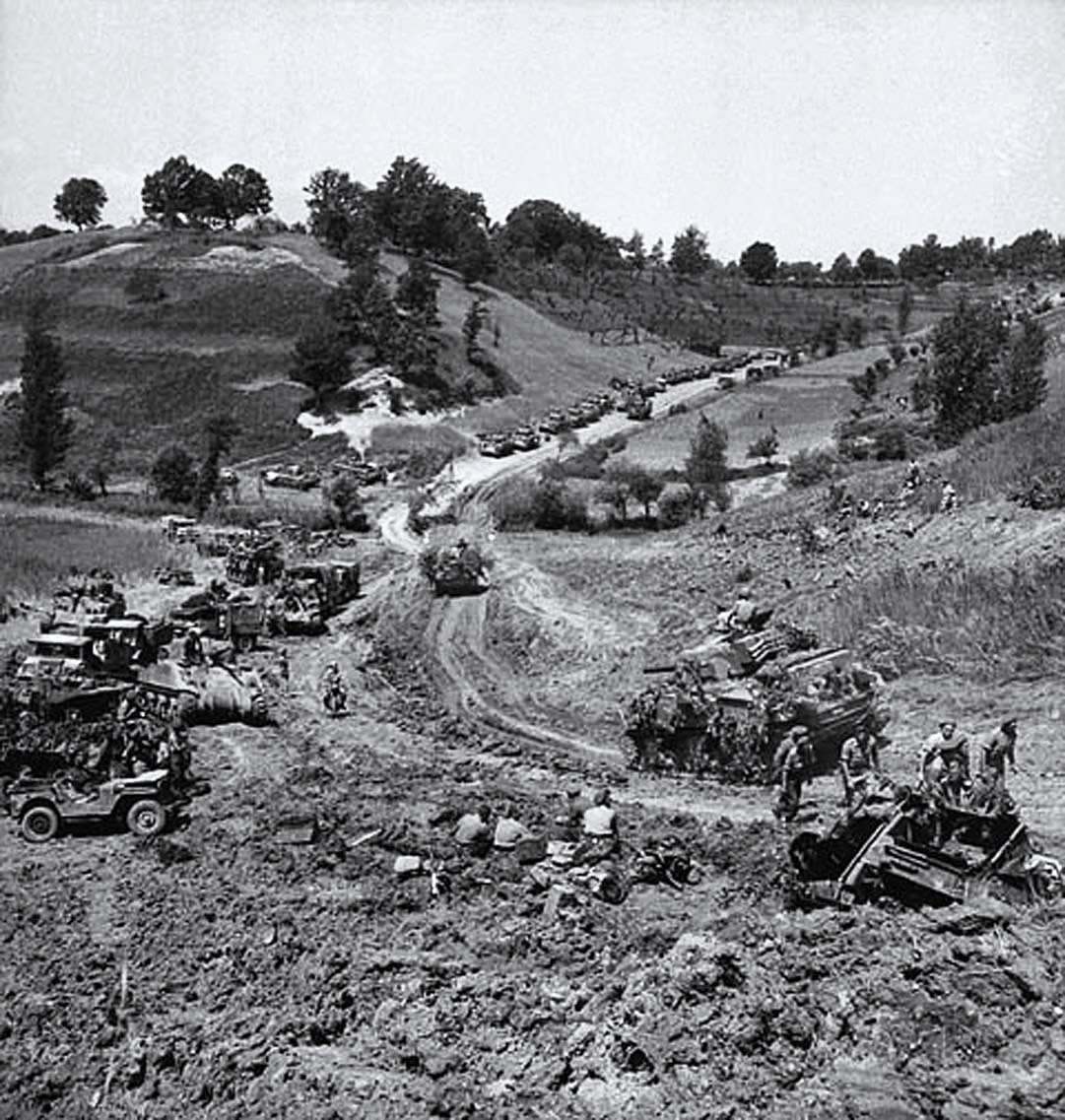
Carri e truppe canadesi del I Corps in avanzata nella valle del Liri nel maggio 1944

Agli ordini del generale Harry Crerar, il I Corps trascorse gran parte del suo primo periodo di esistenza ad addestrarsi nel Regno Unito; questo impiego ozioso era fonte di malcontento presso gli ambienti militari canadesi, e nell'estate del 1943 la 1st Canadian Division e la 1st Army Tank Brigade furono sottratte all'organico della First Army e inviate nel teatro del Mediterraneo in forza alla Eighth Army britannica, venendo impiegate nel corso dello sbarco in Sicilia. In vista del progettato sbarco nell'Italia continentale, fu deciso infine che l'intero comando del I Corps, con le unità d'appoggio e la 5th Armoured Division, si sarebbe trasferito nel Mediterraneo; il comando del I Corps salpò quindi da Greenock il 29 ottobre 1943, raggiungendo Augusta il 9 novembre seguente per poi trasferirsi ad Altamura. Il 28 gennaio 1944 il I Corps fu schierato sulla linea del fronte nei presi di Rocca San Giovanni, assumendo il comando della 1st Canadian Division e della 8th Indian Division; quest'ultima fu poi sostituita dalla 5th Armoured Division dopo il suo arrivo nel febbraio seguente.
La direzione del I Corps passò al generale Eedson Burns nel marzo 1944, quando il corpo fu ritirato nella piana di Foggia per addestrarsi in vista del suo impiego sul fronte di Cassino. Il 15 maggio il I Corps entrò in azione nel corso dell'operazione Diadem, l'azione alleata decisiva che portò finalmente allo sfondamento della Linea Gustav: il corpo sfruttò lo sfondamento ottenuto dalle forze britanniche nella valle del Liri e avanzò su Pontecorvo impedendo ai tedeschi di attestarsi sulla cosiddetta Linea Hitler. Il corpo fu ritirato dal settore tirrenico del fronte alla fine di giugno e rimandato su quello adriatico in agosto, prendendo parte all'avanzata generale alleata verso nord attraverso le Marche; ai primi di settembre il corpo prese parte all'operazione Olive, il primo grande assalto alla Linea Gotica: l'azione portò a uno sfondamento della linea nel settore di Rimini, ma fu infine bloccata dai difensori tedeschi.
Il I Corps fu ritirato dalla linea del fronte alla fine di ottobre, per riposarsi e riorganizzarsi dopo i duri scontri sostenuti in Romagna; in questo periodo, il comando passò al generale Charles Foulkes. Il corpo fu rimandato in prima linea in dicembre, sostenendo ancora alcune piccole operazioni offensive per stabilizzare il fronte in vista dell'inverno. Il 10 febbraio 1945 il I Corps fu ritirato nelle retrovie e posto nella riserva del 15th Army Group.

### Sul fronte occidentale

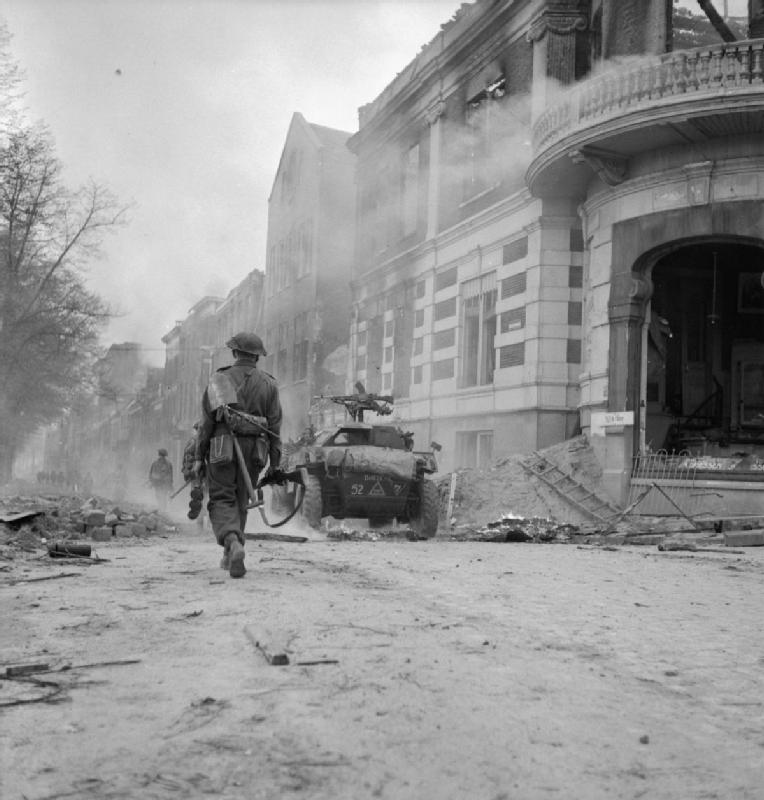
Truppe britanniche in azione nelle strade di Arnhem nell'aprile 1945

Il distaccamento di parte delle truppe canadesi in Italia e la relativa frammentazione della First Canadian Army non erano mai state giudicate come dei fatti positivi dall'alto comando canadese, e alla fine fu deciso di richiamare il I Corps e riunirlo alle unità sue connazionali ora impegnate sul fronte occidentale. Il 13 febbraio il comando del I Corps si trasferì da Ravenna a Napoli, dove iniziò le operazioni di imbarco alla volta della Francia; le unità di punta raggiunsero Marsiglia il 22 febbraio, per poi ricongiungersi al resto della First Canadian Army nei Paesi Bassi meridionali il 15 marzo seguente.
Il I Corps fu schierato in posizione difensiva nei Paesi Bassi meridionali, nella regione compresa tra il basso corso del Reno e del Waal; la 49th (West Riding) Infantry Division britannica fu inserita nell'organico del corpo. Il I Corps prese quindi parte alle ultime offensive degli Alleati contro la Germania; tra il 12 e il 16 aprile 1945, in particolare, il corpo liberò Arnhem dall'occupazione tedesca, spingendosi poi verso nord attraverso i Paesi Bassi. Il 27 aprile tedeschi e canadesi negoziarono una tregua temporanea per permettere la distribuzione di viveri alla popolazione olandese, afflitta da una grave carestia, e il 5 maggio seguente il comandante delle forze tedesche nei Paesi Bassi, generale Johannes Blaskowitz, siglò la resa delle sue truppe nelle mani del comandante del I Corps Foulkes a Wageningen.
Dopo la conclusione delle ostilità in Europa, il I Corps spostò il suo quartier generale a Hilversum, curando il ripristino delle autorità civili nei Paesi Bassi e il rimpatrio dei reparti tedeschi; il corpo fu infine formalmente sciolto il 17 luglio 1945.

## Comandanti
- Tenente generale Andrew McNaughton (19 luglio 1940 - 5 aprile 1942)
- Tenente generale Harry Crerar (8 aprile 1942 - 19 marzo 1944)
- Tenente generale Eedson Burns (20 marzo 1944 - 5 novembre 1944)
- Tenente generale Charles Foulkes (10 novembre 1944 - 17 luglio 1945)